# Manoir du Grand Kerbiguet
Le manoir du Grand Kerbiguet est un édifice situé à Guer en France.

## Localisation
Le manoir est situé sur le territoire de la commune de Guer, au lieu-dit le Grand Kerbiguet, dans le département du Morbihan en région Bretagne.

## Description
Le manoir date des XVe et XVIe siècles. Édifice à un étage carré, construit en appareil mixte de moellons et pierre de taille de grès et de schiste. Toiture recouverte d'ardoises, pignon couvert. Escalier demi-hors-œuvre : escalier à vis sans jour.

## Historique
Édifice datant des XVe et XVIe siècles, présence des armoiries des Hudelor ou des Le Bastard (identiques) au-dessus de la porte du logis : peut-être celles de Guillaume Le Bastard mentionné en 1514.
Le manoir est inscrit à l'inventaire général du patrimoine culturel.